# إيف فنسنت
إيف فنسنت (بالفرنسية: Yves Vincent)‏
```
هو 
كاتب
 
وممثل
 
فرنسي
، ولد في 5 أغسطس 1921 في 
فرنسا
، وتوفي بنفس المكان في 6 يناير 2016.
[
1
]
```

## وصلات خارجية
- إيف فنسنت على موقع IMDb (الإنجليزية)
- إيف فنسنت على موقع ألو سيني (الفرنسية)
- إيف فنسنت على موقع أول موفي (الإنجليزية)
- إيف فنسنت على موقع قاعدة بيانات الأفلام السويدية (السويدية)
- إيف فنسنت على موقع قاعدة بيانات الفيلم (الإنجليزية)
- إيف فنسنت على موقع كينوبويسك (الروسية)